# Конкурентное преимущество
Конкурентное преимущество — экономическая категория, означающая наличие у экономического субъекта уникальных характеристик, выгодно отличающих данный экономический субъект от других аналогичных субъектов на рынке.
Понятие «конкурентные преимущества» было впервые научно обосновано Майклом Портером на рубеже 1970-80-х годов.
Конкурентные преимущества и недостатки выявляются в процессе сопоставления элементов деятельности участников рынка с элементами деятельности соперников. Так, например, можно определить, лучше или хуже бизнес-идея, название созданной или приобретённой фирмы, состав персонала, менеджмента и топ-менеджмента фирмы, бизнес-модели, средства и предметы труда, применяемые в бизнесе, бизнес-коммуникации.
Необходимость постоянного сравнения с прямыми соперниками приводит к тому, что оценка конкурентных преимуществ и недостатков участников рынка может меняться, в зависимости от анализируемых групп конкурентов. Уровень конкурентных преимуществ и недостатков участников рынка может также различаться на секторах и сегментах различных типов рынков — на местном, локальном, национальном, международном рынке.
Нередко в качестве синонимов понятиям «конкурентные преимущества» и «конкурентные недостатки» используются понятия «конкурентная сила» и «конкурентная слабость».

## Виды конкурентных преимуществ
Основными видами конкурентных преимуществ являются:
- ресурсные: наличие доступа к дешёвому и качественному сырью; отлаженная система эффективного использования ресурсов; поставщики;
- технологические: имеющееся современное оборудование, эффективно влияющие на производительность и качество товаров; патентованные технологии;
- интеллектуальные (управленческие): высококвалифицированные работники; наличие оптимальной системы менеджмента;
- рыночные: возможность доступа к рынкам; высокая доля рынка, каналов распределения; наличие рекламы, эффективной системы сбыта и послепродажного обслуживания;
- инновационные: обеспечиваются за счёт применения в производственной деятельности хозяйствующего субъекта результатов НИОКР и позволяют формировать разнообразие ассортимента выпускаемой продукции с усовершенствованными характеристиками;
- культурные: характеризуются близостью или различиями культуры страны; позволяют субъектам хозяйствования успешно функционировать в странах с близкой культурой.[1]

Фирма может не иметь всех перечисленных конкурентных преимуществ, а может обладать и другими.
Фактические конкурентные преимущества и недостатки участников рынка проявляются при проведении оценки достигнутых ими конкурентных результатов; реализуемые конкурентные преимущества и недостатки — в процессе оценки их конкурентных действий, а потенциальные конкурентные преимущества и недостатки — при проведении оценки их ресурсного потенциала.

## Свойства конкурентных преимуществ
Конкурентные преимущества, являясь элементом динамично развивающейся экономической системы, также имеют тенденцию к изменению и могут находиться на различных стадиях жизненного цикла организации.
Быстро утрачивающими свою значимость являются конкурентные преимущества, связанные с дешёвой стоимостью рабочей силы или сырья, достижением эффекта масштаба, наличием оборудования, методов легко доступных конкурентам. Наиболее надёжными и удерживаемыми длительное время являются конкурентные преимущества, заключающиеся в наличие запатентованной технологии, уникальных товаров и услуг, положительной репутации фирмы, налаженных каналов сбыта. Для достижения таких преимуществ необходимо проведение НИОКР, интенсивные капиталовложения в производственные мощности, маркетинговые исследования, обучение работников и др.